# Бреме (Италия)
Бреме (итал. Breme) — коммуна в Италии, расположена в регионе Ломбардия, в провинции Павия.
Население составляет 847 человек, плотность населения составляет 44,58 чел./км². Занимает площадь 19 км². Почтовый индекс — 27020. Телефонный код — 00384.
Покровителем коммуны почитается святой апостол Варнава, празднование 11 июня.